# Parupeneus jansenii
 Parupeneus jansenii és una espècie de peix de la família dels múl·lids i de l'ordre dels perciformes.

## Morfologia
Els mascles poden assolir els 15,3 cm de longitud total.

## Distribució geogràfica
Es troba al Pacífic occidental: Indonèsia, Nova Guinea i les Filipines.